# Onfray (Automarke)
Onfray war eine französische Automarke.

## Unternehmensgeschichte
Das Unternehmen Société Française de Cycles et Automobiles aus Paris begann 1899 mit der Automobilproduktion, die etwa 1905 endete.

## Fahrzeuge
1899 standen ein Motordreirad namens Gaulois sowie ein dreirädriger Kleinwagen im Sortiment. Der letztgenannte verfügte über einen Einzylindermotor, der über eine Kette das einzelne Hinterrad antrieb. Die offenen Karosserien boten wahlweise Platz für zwei, drei oder vier Personen.
Ab 1901 gab es ein Modell mit einem Einzylindermotor mit 6 PS Leistung, der in Zusammenarbeit mit Hérald entstand. Der Kühler war hinter dem Motor angeordnet, so wie bei den damaligen Modellen von Renault. Die gleiche Kühleranordnung hatte auch ein Modell mit 8-PS-Motor, das 1903 das Sortiment ergänzte. Beide Modelle hatten Kardanantrieb. 1903 ergänzten zwei Modelle das Angebot, bei denen der Kühler an der Fahrzeugfront montiert war. Die Motoren leisteten wahlweise 9 PS oder 10 PS. Das stärkste Modell hatte Kettenantrieb.